# Berendowice
Berendowice – dawniej wieś, obecnie część wsi Aksmanice położonej w Polsce, w województwie podkarpackim, w powiecie przemyskim, w gminie Fredropol.
Wieś, położona w powiecie przemyskim, była własnością Stanisława Ossolińskiego, jej posesorem był Wojciech Snopkowski, została spustoszona w czasie najazdu tatarskiego w 1672 roku. W latach 1975–1998 miejscowość administracyjnie należała do województwa przemyskiego.